# Iglesia de la Misericordia (Pienza)
La iglesia de la Misericordia es un edificio sagrado ubicado en el centro histórico de Pienza.

## Descripción
La iglesia, que ya existía en el siglo XVII y estaba dedicada a la Virgen del olivo, sufrió importantes remodelaciones en el siglo XVIII y en el siglo XIX, cuando se transformó y se amplió. En 1861 se fundó allí la Asociación Piadosa de la Misericordia (en italiano Pia associazione di Misericordia).
La fachada de estilo neoclásico, es muy simple, con una puerta arquitrabada y con un tímpano que cierra un techo a dos aguas. En 1879 se reconstruyó el pequeño campanario. El interior consta de una sola nave con tres altares de características barrocas. En los altares laterales, se pueden apreciar dos pinturas del siglo XVIII: San Pascual Baylón en el de la derecha y San Luis Gonzaga en el de la izquierda.

## Otros proyectos
- Wikimedia Commons alberga una galería multimedia sobre Iglesia de la Misericordia.